# Salou
Salou – miasto i gmina w północno-wschodniej Hiszpanii, we wspólnocie autonomicznej Katalonii, prowincji Tarragona i comarce Tarragonès.
Zlokalizowane na wybrzeżu Morza Śródziemnego, w południowej części Costa Dorada, 10 km od Tarragony (stolicy prowincji) i 94 km od centrum Barcelony. Występuje tu typowy klimat śródziemnomorski.
Gmina zamieszkiwana jest przez 26 386 osób (stan na dzień 01.01.2016).
W pobliżu miasta znajduje się park rozrywki PortAventura World.

## Galeria

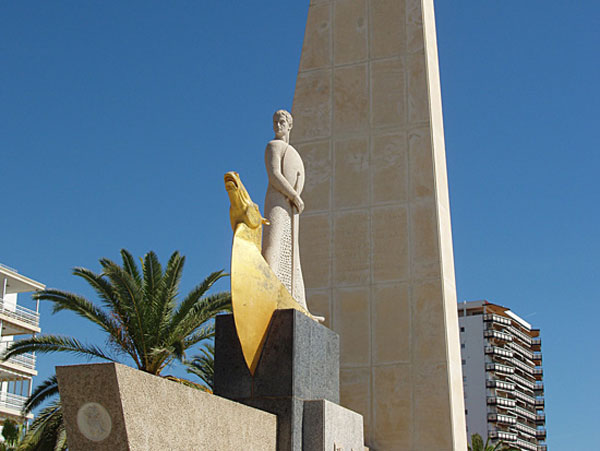
Monument przedstawiający Jakuba I Zdobywcę.
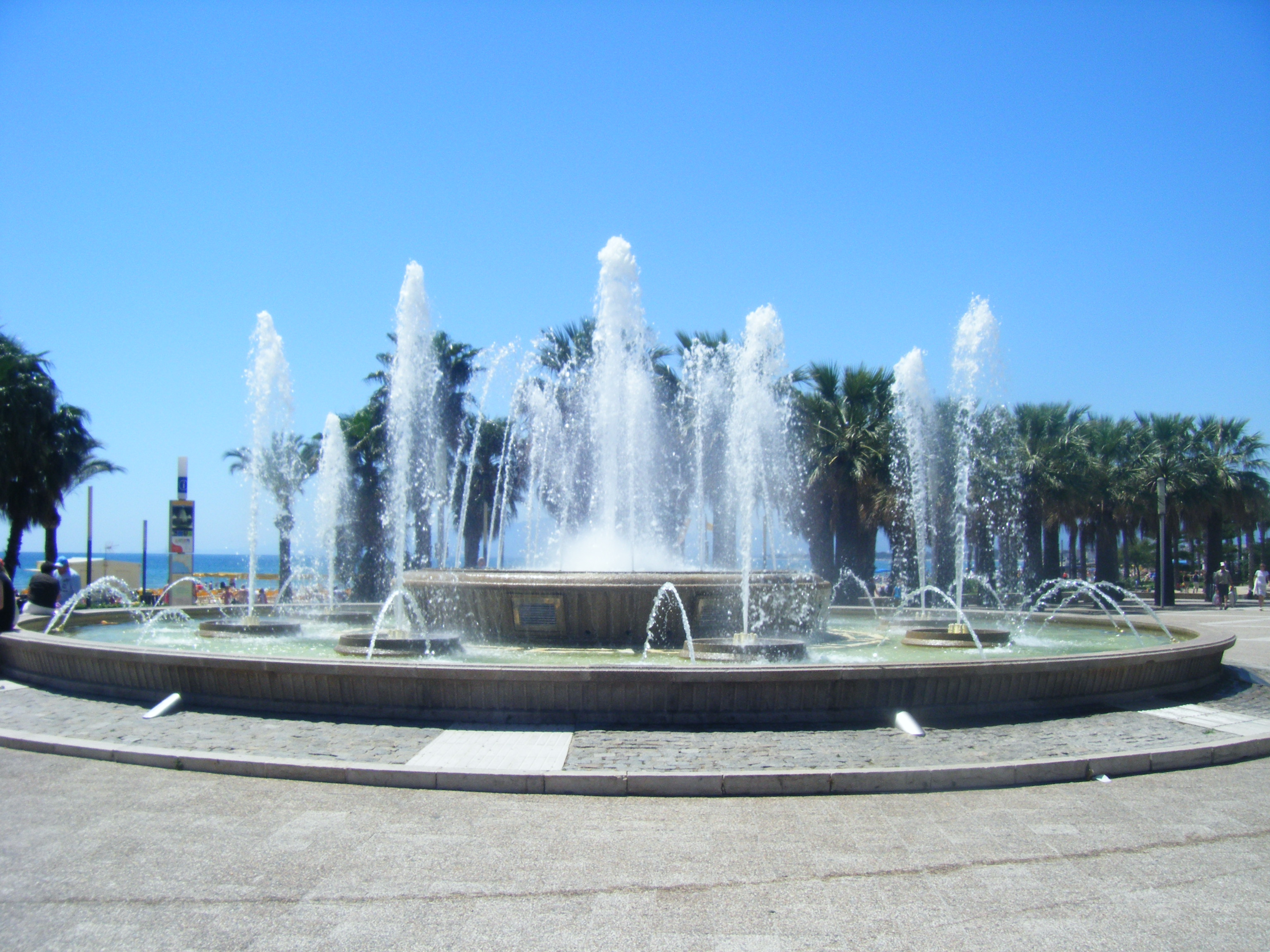
Fontanna przy nadmorskiej promenadzie.
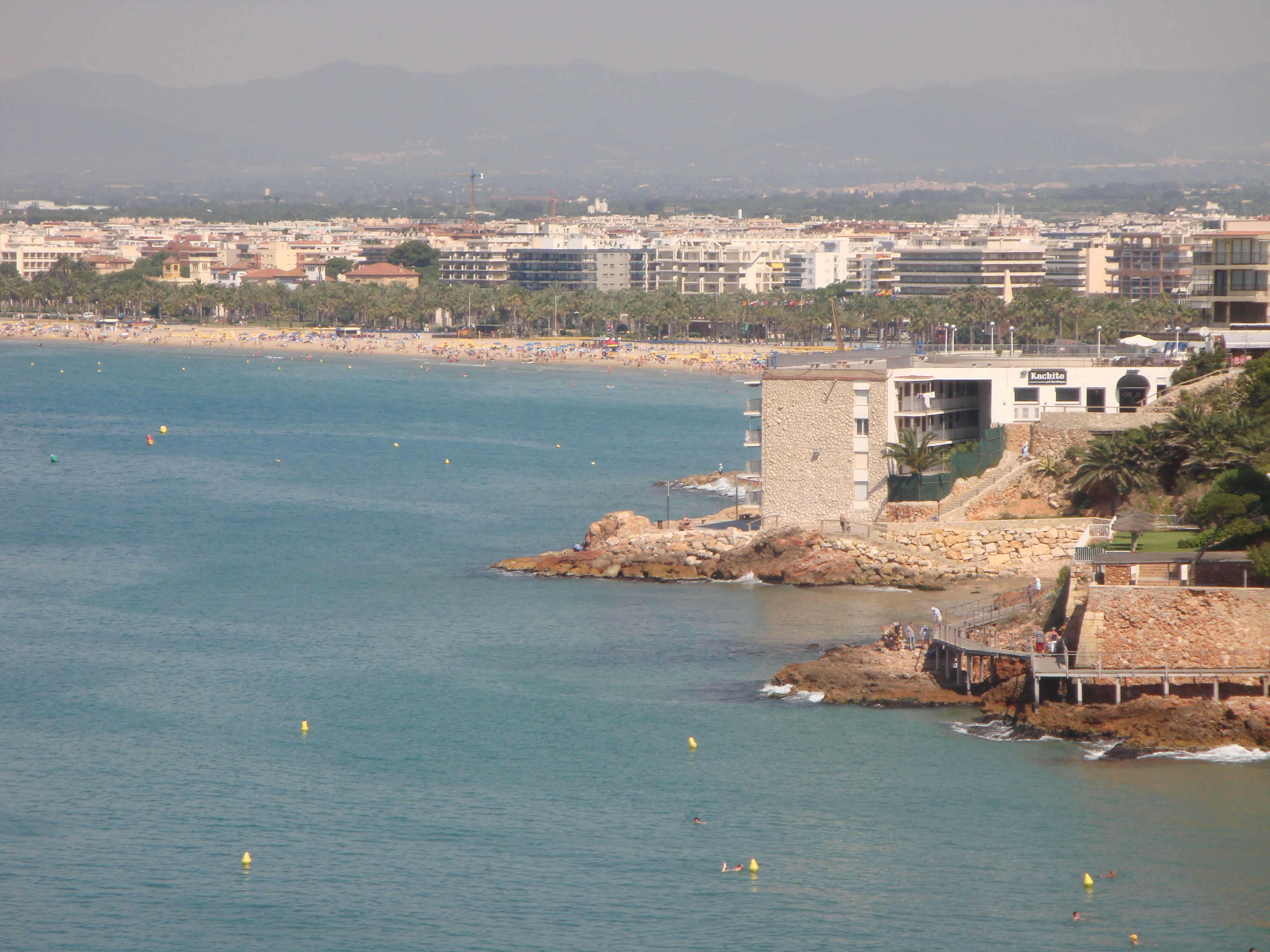
Panorama Salou.